# Zaljev sv. Lovrijenca
Zaljev sv. Lovre ili zaljev svetoga Lovrijenca (engleski: Gulf of Saint Lawrence, francuski: Golfe du Saint-Laurent) najveći je estuarij na svijetu. Vode iz Velikih jezera i Rijeke sv. Lovrijenca se tu uljevaju u Atlantski ocean. Dobio je ime po sv. Lovri.

## Karakteristike
Rijeka sv. Lovre ulazi u zaljev preko dva tjesnaca sa sjeverne i južne strane otoka Anticosti, tjesnac Jacques Cartier na sjeveru i tjesnac Honguedo na jugu. Na sjeveru je ograničen poluotokom Labradorom, na istoku otokom Newfoundlandom, na jugu je Nova Škotska (otok Cape Breton), i na zapadu poluotok Gaspe i Novi Brunswick. U njemu se nalaze otoci Anticosti, Princa Edwarda i Magdalen. 
Zaljev pokriva površinu od oko 236.000 km2 i sadrže 35.000 km3 vode (uključujući ušće rijeke St. Lawrence).

## Veza s Atlantskim oceanom
Zaljev sv. Lovre spojen je s Atlantskim oceanom preko dva tjesnaca, Belle Isle prolaz između Newfoundlanda i Labradora i Cobot prolaz između Newfoundlanda i Cape Breton. Postojao je još jedan tjesnac, Canso prolaz između otoka Cape Breton i Nove Škotske, ali je zatvoren izgradnjom ceste 1955. godine. U Atlantik ulaz kroz tjesnac Cabot 104 km širok i 480 m dubok i tjesnac Belle Isle 17 km širok i 60 m dubok.
Osim rijeke Saint Lawrence, druge rijeke koje se uljevaju u zaljev su Miramichi,  Natashquan, Restigouche, Margaree i Humber.

## Zaštićena područja
Otok Sveti Pavao, u blizini otoka Cape Breton, se naziva zaljevsko groblje, zbog brojnih brodoloma koji su se tu dogodili. Otok Bonaventura blizu poluotoka Gaspe, otok Brion “ptičje stijene” sjeveroistočno od otoka Magdalen su značajna utočišta za ptice selice i o njima brine kanadska služba za životinjski svijet. Nacionalni park Forllion se nalazi na istočnom dijelu poluotoka Gaspe, na sjevernoj obali otoka Princ Edward, Nacionalni park Kouchibouguac se nalazi na sjeveroistočnoj obali New Brunswick, pobrđe otoka Cape Breton na njegovom sjevernom dijelu, Nacionalni park Gros Morne se nalazi na zapadnoj obali Newfoundlanda i nacionalni park u arhipelagu Mingan.

## Vanjske poveznice
|  | Zajednički poslužitelj ima još gradiva o temi Zaljev sv. Lovrijenca |

- St. Lawrence Global Observatorij  Arhivirana inačica izvorne stranice od 12. ožujka 2011. (Wayback Machine)